# Charentonnay
Charentonnay és un municipi francès, situat al departament de Cher i a la regió de Centre – Vall del Loira. L'any 2007 tenia 331 habitants.

## Demografia

### Població
El 2007 la població de fet de Charentonnay era de 331 persones. Hi havia 139 famílies, de les quals 45 eren unipersonals (29 homes vivint sols i 16 dones vivint soles), 33 parelles sense fills, 45 parelles amb fills i 16 famílies monoparentals amb fills.
La població ha evolucionat segons el següent gràfic:
Habitants censats

### Habitatges
El 2007 hi havia 199 habitatges, 145 eren l'habitatge principal de la família, 42 eren segones residències i 12 estaven desocupats. 198 eren cases i 1 era un apartament. Dels 145 habitatges principals, 106 estaven ocupats pels seus propietaris, 33 estaven llogats i ocupats pels llogaters i 6 estaven cedits a títol gratuït; 4 tenien dues cambres, 23 en tenien tres, 49 en tenien quatre i 69 en tenien cinc o més. 131 habitatges disposaven pel capbaix d'una plaça de pàrquing. A 75 habitatges hi havia un automòbil i a 61 n'hi havia dos o més.

### Piràmide de població
La piràmide de població per edats i sexe el 2009 era:
| Homes | Edats   | Dones |
| ----- | ------- | ----- |
| 4     | 95 o +  | 0     |
| 0     | 90 a 94 | 0     |
| 4     | 85 a 89 | 0     |
| 0     | 80 a 84 | 8     |
| 0     | 75 a 79 | 4     |
| 8     | 70 a 74 | 0     |
| 28    | 65 a 69 | 16    |
| 12    | 60 a 64 | 4     |
| 4     | 55 a 59 | 12    |
| 12    | 50 a 54 | 28    |
| 20    | 45 a 49 | 8     |
| 4     | 40 a 44 | 20    |
| 16    | 35 a 39 | 4     |
| 4     | 30 a 34 | 0     |
| 8     | 25 a 29 | 8     |
| 12    | 20 a 24 | 4     |
| 16    | 15 a 19 | 20    |
| 16    | 10 a 14 | 12    |
| 16    | 5 a 9   | 8     |
| 0     | 0 a 4   | 4     |

## Economia
El 2007 la població en edat de treballar era de 204 persones, 148 eren actives i 56 eren inactives. De les 148 persones actives 132 estaven ocupades (72 homes i 60 dones) i 16 estaven aturades (9 homes i 7 dones). De les 56 persones inactives 25 estaven jubilades, 15 estaven estudiant i 16 estaven classificades com a «altres inactius».

### Ingressos
El 2009 a Charentonnay hi havia 141 unitats fiscals que integraven 318 persones, la mediana anual d'ingressos fiscals per persona era de 17.023 €.

### Activitats econòmiques
Dels 9 establiments que hi havia el 2007, 1 era d'una empresa de fabricació d'altres productes industrials, 1 d'una empresa de construcció, 1 d'una empresa de comerç i reparació d'automòbils, 1 d'una empresa de transport, 1 d'una empresa d'hostatgeria i restauració, 1 d'una empresa financera, 2 d'empreses de serveis i 1 d'una entitat de l'administració pública.
Dels 2 establiments de servei als particulars que hi havia el 2009, 1 era un taller de reparació d'automòbils i de material agrícola i 1 guixaire pintor.
L'any 2000 a Charentonnay hi havia 15 explotacions agrícoles que ocupaven un total de 2.068 hectàrees.

## Equipaments sanitaris i escolars
El 2009 hi havia una escola elemental.

## Poblacions més properes
El següent diagrama mostra les poblacions més properes.